# Белцата (Молдова)
Белцата (рум. Bălțata) — село у Кріуленському районі Молдови. Адміністративний центр однойменної комуни, до складу якої також входять села Белцата-де-Сус, Сагайдак та Сагайдакул-де-Сус.

## Населення
За даними перепису населення 2004 року у селі проживали 1312 осіб.
Національний склад населення села:
| Національність       | Кількість осіб | Відсоток   |
| -------------------- | -------------- | ---------- |
| українці             | 823            | 62,7%      |
| молдавани румуни     | 382 1          | 29,1% 0,1% |
| росіяни              | 88             | 6,7%       |
| болгари              | 6              | 0,5%       |
| гагаузи              | 1              | 0,1%       |
| інша / без відповіді | 11             | 0,8%       |
| Всього               | 1312           | 100%       |